# Jannik Steimle
Jannik Steimle (* 4. April 1996 in Weilheim an der Teck) ist ein deutscher Radrennfahrer.

## Sportliche Laufbahn
Jannik Steimle gewann 2014 bei den deutschen Bahnmeisterschaften jeweils Bronze im Zweier-Mannschaftsfahren (mit Marc Jurczyk) und in der Mannschaftsverfolgung (mit Marc Jurczyk, Laurin Winter und Max Singer).
In den Jahren 2016 und 2017 fuhr Steimle im Straßenradsport für das Continental Team Felbermayr Simplon Wels. Im ersten Jahr gewann er mit Croatia-Slovenia seinen ersten internationalen Wettbewerb. 2018 wechselte er zum Team Vorarlberg Santic und gewann jeweils eine Etappe  bei Okolo Jižních Čech (sowie die Bergwertung) und bei Kreiz Breizh Elites; beim Rennen A Travers les Hauts de France entschied er die Nachwuchswertung für sich und wurde Dritter der Gesamtwertung; beim Flèche du Sud gewann er die Bergwertung. Zum Saisonauftakt 2019 belegte Steimle beim International Rhodes Grand Prix Platz fünf, konnte allerdings nicht bei der folgenden Tour of Rhodes starten, da er im Training mit einer Ziege kollidiert und gestürzt war. Im Mai des Jahres gewann er eine Etappe der CCC Tour-Grody Piastowskie und belegte in der Gesamtwertung Platz drei. Im Juni siegte er bei der Oberösterreich-Rundfahrt und bei einer Etappe der Flèche du Sud sowie im Juli beim Prolog und einer weiteren Etappe der Österreich-Rundfahrt.
Ab August 2019 fuhr Steimle als Stagiaire für das UCI WorldTeam Deceuninck-Quick-Step, mit dem er im Monat darauf einen regulären Vertrag ab der Saison 2020 unterschrieb. Anschließend gewann er für diese Mannschaft nach einer Attacke wenige Kilometer vor dem Ziel die Kampioenschap van Vlaanderen.
Nachdem bei einer medizinischen Untersuchung ein Herzproblem festgestellt wurde, musste sich Steimle Anfang Januar 2020 einer Herzoperation unterziehen. Im September desselben Jahres gewann er das Einzelzeitfahren der Slowakei-Rundfahrt und übernahm dadurch die Führung in der Gesamtwertung, die er bis zum Schluss verteidigte. Mit der Vuelta a España 2020 absolvierte Jannik Steimle seine erste Grand Tour. Auf der 15. Etappe belegte er im Sprint den dritten Platz hinter Jasper Philipsen und Pascal Ackermann.
Im März 2021 stürzte Steimle beim belgischen Eintagesrennen Nokere Koerse; er erlitt einen Rippenbruch, einen leichten Pneumothorax und eine Gehirnerschütterung, ging aber schon Mitte Mai bei der Andalusien-Rundfahrt  an den Start.
2022 wurde Steimle deutscher Vize-Meister im Einzelzeitfahren. Im August 2022 zog er sich auf der 2. Etappe der Burgos-Rundfahrt bei einem Massensturz den Bruch des rechten Schlüsselbeins zu. Bei den anschließenden Weltmeisterschaften belegte er mit dem deutschen Team Platz vier in der Mixed-Staffel, im Jahr darauf errang das Team mit Steimle Bronze.
Zur Saison 2024 wechselte Steimle zum Q36.5 Pro Cycling Team. Er gewann nach einer Flucht über 170 Kilometer in einer ursprünglich fünfköpfigen Spitzengruppe das UCI-ProSeries-Rennen Grand Prix de Denain.

## Erfolge
2016
- Croatia-Slovenia

2018
- eine Etappe und Bergwertung Okolo Jižních Čech
- eine Etappe Kreiz Breizh Elites
- Nachwuchswertung A Travers les Hauts de France
- Bergwertung Flèche du Sud

2019
- eine Etappe CCC Tour-Grody Piastowskie
- eine Etappe Flèche du Sud
- Gesamtwertung und eine Etappe Oberösterreich-Rundfahrt
- Prolog und eine Etappe Österreich-Rundfahrt
- Kampioenschap van Vlaanderen

2020
- Gesamtwertung und eine Etappe Slowakei-Rundfahrt

2021
- eine Etappe Slowakei-Rundfahrt

2023
- Weltmeisterschaft – Mixed-Staffel

2024
- Grand Prix de Denain

## Wichtige Platzierungen
| Grand Tour            | 2020 | 2021 | 2022 | 2023 | 2024 |
| --------------------- | ---- | ---- | ---- | ---- | ---- |
| Giro d’ItaliaGiro     | –    | –    | –    | –    |      |
| Tour de FranceTour    | –    | –    | –    | –    |      |
| Vuelta a EspañaVuelta | 83   | –    | –    | –    |      |

| Weltmeisterschaft        | 2020 | 2021 | 2022 | 2023 |
| ------------------------ | ---- | ---- | ---- | ---- |
| StraßenrennenStraße      | –    | –    | 72   | DNF  |
| EinzelzeitfahrenEZF      | –    | –    | –    | –    |
| MannschaftszeitfahrenMZF | –    | –    | 4    | 3    |

| Monument                 | 2020 | 2021 | 2022 | 2023 | 2024 |
| ------------------------ | ---- | ---- | ---- | ---- | ---- |
| Mailand–Sanremo          | –    | –    | –    | –    | –    |
| Flandern-Rundfahrt       | –    | –    | 47   | –    | 34   |
| Paris–Roubaix            | –    | –    | 57   | –    |      |
| Lüttich–Bastogne–Lüttich | –    | –    | –    | –    |      |
| Lombardei-Rundfahrt      | –    | –    | –    | –    |      |